# 아부 알아바스 아흐마드 이븐 무함마드
아부 알 압바스 아마드 이븐 무하마드(아랍어: أحمد بن محمد بن محمد الوطاسي), 줄여서 술탄 아흐마드, 아흐마드 알와타스는 16세기 모로코 와타스 왕조의 술탄이다. 1526년~1545년, 1547년~1549년 모로코를 통치하였다.

## 생애
1526년 와타스 왕조의 페스 왕국 (현 모로코)의 술탄으로 즉위하였다. 당시 와타스 왕조는 북방의 스페인과 포르투갈의 북아프리카 공략에 시달리고 있었고 이를 견제하려는 아흐마드는 인접국인 프랑스 왕국과의 관계개선을 모색했다.
1532년 아흐마드 이븐 무함마드는 프랑스 상인 에몽 드 몰롱을 통해 프랑스 국왕 프랑수아 1세에게 보내는 서한에서 양국의 무역관계를 촉진하자는 뜻을 전했다. 이듬해 1533년 프랑수아 1세는 피에르 드 피통 대령을 대사로 임명하여 아흐마드 이븐 무함마드에게 보냈다. 당시 프랑스 대표단은 다섯 명의 귀족으로 구성되었으며 상술한 에몽 드 클롱도 포함되었다. 이들은 시계와 거울, 빗 등의 장신구와 매사냥용 도구를 가져와 국왕 아흐마드와 그의 대신이자 처남인 알리 이븐 라시드 알알라미에게 선물로 바쳤다. 피에르 드 피통 대사는 라라슈에 상륙하여 인근에 있는 국왕 구역으로 안내된 후, 국왕 아흐마드와 함께 페스로 가서 한 달을 머물렀다.
프랑스 대사 맞이에 이어 술탄 아흐마드는 1533년 8월 13일 프랑수아 1세에게 보낸 서한에서 프랑스의 교섭을 환영하고 프랑스 상선의 자유와 상인의 보호를 승인한다고 밝혔다. 이러한 외교 정책은 모로코 영토에 요새 거점을 운영중인 스페인과 포르투갈의 급속한 성장에 대항하는 것이었다.
1541년에는 사이다 알 후라와 결혼하였으며 아들 나시르 알카스리을 두었다. 그러나 4년 뒤인 1545년 술탄 아흐마드는 모로코 남부의 적대세력인 사드족에게 포로로 잡혔다. 아흐마드의 빈 왕좌에는 어린 아들 나시르 알카스리가 올랐고 그 후계자였던 알리 아부 하순이 섭정을 맡았다. 알리 아부 하순은 외부세력의 군사행동에 맞서 오스만 제국의 지원을 얻기로 하고 그에 충성을 맹세하였다. 프랑스도 1555년 프랑수아 1세의 아들 앙리 2세가 모로코에 지원선을 보내는 노력을 펼쳤다.
1547년 사드족으로부터 풀려난 아흐마드는 다시 술탄직에 올랐으나 그로부터 불과 2년 후인 1549년 사망하였고, 와타스 왕조는 알리 아부 하순의 섭정체제로 되돌아갔다.